# 普拉夫斯凱
46°30′18″N 34°52′5″E / 46.50500°N 34.86806°E
普拉夫斯凱（烏克蘭語：Плавське）是位於烏克蘭南部的村莊，由赫爾松州海尼切斯克區的海尼切斯克市镇負責管轄。該村始建於1988年，面積25.4平方公里，海拔高度25米，2001年人口835，人口密度每平方公里32.8人。